# Карбонара-аль-Тічино
Карбонара-аль-Тічино (італ. Carbonara al Ticino) — муніципалітет в Італії, у регіоні Ломбардія,  провінція Павія.
Карбонара-аль-Тічино розташована на відстані близько 460 км на північний захід від Рима, 38 км на південь від Мілана, 7 км на південний захід від Павії.
Населення — 1584 особи (2014).

## Демографія
Населення за роками:

Станом на 1 січня 2023 року в муніципалітеті офіційно проживало 127 іноземців з 22 країн, серед них 48 громадян країн Євросоюзу та 8 громадян України.

## Сусідні муніципалітети
- Кава-Манара
- Павія
- Сан-Мартіно-Сіккомаріо
- Торре-д'Ізола
- Вілланова-д'Арденгі
- Церболо
- Цинаско